# Vincent Mouillard
Vincent Gauthier Jean-Pierre Mouillard (Hesdin, 21 agosto 1983) è un ex cestista francese.